# Џенифер Греј
Џенифер Греј (енгл. Jennifer Grey; Њујорк, 26. март 1960) је америчка глумица. Позната је по својим улогама у филмовима из  1980-тих Слободан дан Ферис Булера (1986) и Прљави плес (1987). За улогу у филму „Прљави плес“ Греј је заслужила номинацију за награду Златни глобус. Њен рад на телевизији укључује побједу 2010. године у једанаестој сезони Плес са звјездама, а глуми у Амазон Студиос комедији серији Ред Оукс. Греј је ћерка глумца Џоел Греја и бивше глумице / пјевачице Џо Вајдлер.

## Младост
Џенифер је рођена 26. марта 1960. године. Њени родитељи су глумци Џоел Греј и Џо Вајдлер. Греј је похађала Далтон школу, приватну школу на Менхетну за глуму и плес. Ту је упознала своју најбољу пријатељицу Трејси Полан. Након завршетка 1987. године уписала се на Менхетн Сусједну позоришну школу гдје је студирала глуму још двије године. Док је чекала да добије улогу, радила је као конобарица.

## Каријера
Године 1986. је глумила љубоморну сестру у филму „Слободан дан Фериса Булера“, филм је добио позитивне критике и био је комерцијално успјешан.
Након филма „Црвена зора“ поново се удружила са Патриком Свејзијем у филму „Прљави плес“. То је историјска драма и прича о тинејџерки која због љубави нарушава односе са својом породицом, тако што се заљубљује по први пут и то у свог инструктора плеса. Ово је нискобуџетни филм, класик, који је био изненађујући хит. Први филм који се продао у више од милион примјерака на диску. Овај филм је дефинисао њену каријеру и номинована је за Златни глобус за најбољу улогу и најбољу глумицу.
Почетком деведесетих, подвргла се операцијама ринопластике. Другу операцију је радила да би преправила грешке прве. Њен изглед је доста утицао и на каријеру и то негативно. Чак су и пријатељи и колеге изјавили да не могу да је препознају. А она је изјавила: „Отишла сам у операциону салу славна - и изашла као анонимна. Било је то као бити у програму заштите свједока или бити невидљив.“ Размишљала је о промјени свог имена како би почела глумачку каријеру изнова, али се ипак предомислила.
Од марта 1999. године до јануара 2000. године је глумила само у једном краткотрајном серијалу. Појавила се у једној епизоди Пријатеља као Минди, Рејчелина (Џенифер Анистон) средњошколска пријатељица. Имала је малу улогу у филму „Боунс“ 2000. године. 2007. Греј се приказала као Дафне у серији ХБО „Џон из Синсинатија“. Године 2010. играла је Еби, мајку болесног детета у епизоди Епископа Непланирано родитељство.
Такође је била такмичар у емисији „Плес са звјездама“ и партнер јој је био познати плесач Дерик Хоуг. У почетку је кренула веома добро, али због повреде и исцрпљености је неко вријеме заостала. Међутим, седме седмице се побољшава и 23. новембра 2010. године са својим партнером осваја прво мјесто.

## Приватни живот
5. августа 1987. године Џенифер је претрпела озбиљан удар у аутомобилској несрећи у Енискилену, Сјеверна Ирска. Забављала се у тајности са Метју Бродериком који је заспао за воланом због умора и прешао у супротну траку. Осуђен је због небриге у вожњи као и новчаном казном од 175 долара. Филм „Прљави плес“ је објављен неколико недеља након несреће и, како она каже, то је спријечило да ужива у филму и хтјела је да се повуче из глуме на неко вријеме. Џенифер је такође имала нека романтична искуства са Џони Депом, новинаром Стефанополисом и још пар њих. 21. јула 2001. се удала за режисера Кларк Грега и добила ћерку Стелу 3. децембра 2001. Прије њених наступа у 2010. години на Плесу са звјездама, Џенифер је имала физички преглед како би се осигурала да је довољно способна да се такмичи и видјела доктора да би се суочила са хроничним проблемима врата који су проузроковани аутомобилском несрећом годинама раније. Њена кичмена мождина је била компримована и њен хирург је поставио титанијумску плочу у врат да га стабилизује. Такође је пронашао сумњиву бијелу тачку на њеној штитној жлијезди путем МР. Чвор је био канцер који је уклоњен. Џенифер је изјавила да вјерује да је рак био откривен прије него што је метастазирао и да је сада без рака.

## Филмографија
| 1984.       | Непромишљен                  | Кети         |
| 1985.       | Црвена зора                  | Тони         |
| 1986.       | Слободан дан Фериса Булера   | Петси        |
| 1987.       | Прљави Плес                  | Бејби        |
| 1988.       | Гандахар                     | Ајрел        |
| 1990.       | Убиство у Мисисипију         | Рита         |
| 1991.       | Очи свједока                 | Кристин      |
| 1992.       | Вјетар                       | Кејт         |
| 1993.       | Случај убиства               |              |
| 1995.       | Пријатељи                    | Минди        |
| 1996.       | Портрет убице                | Елани        |
| 1997.       | Црвено месо                  | Сели         |
| 1998.       | Након што си отишла          | Пети         |
| 1999.-2001. | Као што знаш                 |              |
| 2000.       | Одскок                       | Др. Алис     |
| 2002.       | Ритуал                       | Клер         |
| 2006.       | Пут до Божића                | Дафне        |
| 2007.       | Џон из Синсинатија           | Луси         |
| 2008.       | Кејт                         | Каролајн     |
| 2008.-2014. | Финас и Ферб                 |              |
| 2009.       | Нове авантуре старе Кристине | Трејси       |
| 2010.       | Плес са звијездама           | Ирис Грви    |
| 2011.       | Тајно долажење на плес       |              |
| 2013.       | Вјетар расте                 | Мр. Курокава |
| 2014.       | У твојим очима               | Диан         |
| 2014.-2017. | Ред Оакс                     | Џуди         |
| 2018.       | Одједном                     | Џози         |